# Henryk Jabłoński
Henryk Jan Jabłoński (Stary Waliszew, 27 de diciembre de 1909-Varsovia, 27 de enero de 2003) fue un historiador y político polaco. Después de 1948, se convirtió en miembro del gobernante Partido Obrero Unificado Polaco (PZPR por sus siglas en polaco), así como en historiador y profesor en la Universidad de Varsovia. Se desempeñó como jefe de Estado de la República Popular de Polonia entre 1972 y 1985.

## Biografía
Jabłoński nació en Stary Waliszew en la gobernación de Varsovia, Zarato de Polonia. Desde 1931 fue miembro del Partido Socialista Polaco (PPS por sus siglas en polaco). Durante la Segunda Guerra Mundial luchó en la batalla de Narvik (Noruega) contra el ejército alemán y luego se unió a la Resistencia francesa. En 1945, Jabłoński se convirtió en miembro del Consejo Nacional del Estado (KRN), y durante los años 1946 y 1948 tuvo altas funciones en el PPS (presidente del Comité Estatal Central y su vicepresidente). Aprobó la fusión del PPS con el Partido Obrero Polaco (PPR, Polska Partia Robotnicza) para crear el PZPR.
De 1947 a 1972 fue diputado del PZPR en el Sejm. En 1948 fue nombrado profesor de la Universidad de Varsovia (desde 1952 fue miembro de la Academia Polaca de Ciencias - PAN). Entre 1948 y 1981, Henryk Jabłoński estuvo en el Comité Central del Partido Obrero Unificado Polaco (KC PZPR).
En 1972, por iniciativa de Edward Gierek, Jablonski fue elegido presidente del Consejo de Estado de la República Popular de Polonia. En 1980 invitó a Lech Walesa, líder del sindicato independiente Solidaridad, a discutir la situación social del país. De 1976 a 1983 fue presidente del Frente de Unidad Nacional (FJN, Front Jedności Narodu). De 1983 a 1990 fue presidente de la Unión de Combatientes por la Libertad y la Democracia (ZBoWiD), una organización de veteranos de guerra. En 1985 fue reemplazado como presidente del Consejo de Estado por el general Wojciech Jaruzelski. Falleció en Varsovia el 27 de enero de 2003. Su esposa Jadwiga Jabłońska murió en 1999.

## Honores y premios
- Gran Cruz de la Orden Polonia Restituta, anterior Cruz de Comandante
- Orden de los Constructores de la Polonia Popular
- Orden de la Bandera del Trabajo (Polonia), primera clase
- Orden de la Cruz de Grunwald, 3.ª clase
- Deed Combat Cross Fuerzas Armadas Polacas en Occidente (1989)
- Medalla de Oro al Mérito de la Defensa Nacional
- Gran Estrella de Honor de la Orden al Mérito de la República de Austria
- Gran Cordón de la Orden de Leopoldo (Bélgica)
- Orden de Georgi Dimitrov (Bulgaria)
- Orden del León Blanco, Primera Clase con Cadena (Checoslovaquia)
- Gran Cruz de la Legión de Honor (Francia)
- Orden de los Dos Ríos, Primera Clase (Irak)
- Orden de José Martí (Cuba)
- Collar de la Orden del Águila Azteca (México)
- Orden de Sukhbaatar (Mongolia)
- Gran Cadena de la Orden del Infante Don Enrique (Portugal)
- Gran Estandarte de la Orden de los Omeyas (Siria)
- Orden de la Bandera de la República Popular de Hungría, 1.ª clase
- Orden de la Revolución de Octubre (URSS)
- Orden de la Amistad de los Pueblos (URSS)
- Orden de la Insignia de Honor (URSS)
- Premio Estatal, Grado II – 1955
- Premio Estatal - 1964
- Premio Nacional Especial – 1979